# Грендельбрук
Грендельбрук (фр. Grendelbruch) — коммуна на северо-востоке Франции в регионе Гранд-Эст (бывший Эльзас — Шампань — Арденны — Лотарингия), департамент Нижний Рейн, округ Мольсем, кантон Мольсем.
Площадь коммуны — 14,63 км², население — 1207 человек (2006) с тенденцией к росту: 1265 человек (2013), плотность населения — 86,5 чел/км².

## Население
Население коммуны в 2011 году составляло 1272 человека, в 2012 году — 1261 человек, а в 2013-м — 1265 человек.
| 1962 | 1968 | 1975 | 1982 | 1990 | 1999 | 2006 | 2008 | 2011 | 2012 | 2013 |
| ---- | ---- | ---- | ---- | ---- | ---- | ---- | ---- | ---- | ---- | ---- |
| 1107 | 1062 | 1004 | 953  | 918  | 1127 | 1207 | 1240 | 1272 | 1261 | 1265 |

Динамика населения:

## Экономика
В 2010 году из 825 человек трудоспособного возраста (от 15 до 64 лет) 594 были экономически активными, 231 — неактивными (показатель активности 72,0 %, в 1999 году — 68,4 %). Из 594 активных трудоспособных жителей работали 535 человек (284 мужчины и 251 женщина), 59 числились безработными (33 мужчины и 26 женщин). Среди 231 трудоспособных неактивных граждан 64 были учениками либо студентами, 106 — пенсионерами, а ещё 61 — были неактивны в силу других причин.

## Достопримечательности (фотогалерея)
- Панорама перед въездом в коммуну
- На въезде в коммуну
- Центр коммуны
- Фонтан
- Здание мэрии
- Вид на церковь
- Фасад церкви
- Интерьер церкви
- Кафедра
- Часовня
- Монумент погибшим
- Пещера де Лорд юго-восточнее коммуны
- Распятие